# Diagramme de boucle causale
 (août 2020).
Si vous disposez d'ouvrages ou d'articles de référence ou si vous connaissez des sites web de qualité traitant du thème abordé ici, merci de compléter l'article en donnant les références utiles à sa vérifiabilité et en les liant à la section « Notes et références ».

Exemple de boucle de rétroaction de renforcement : solde bancaire (bank balance) et intérêts perçus (earned interest)

Un diagramme de boucle causale (DBC) est un diagramme qui permet de visualiser comment les différentes variables dans un système sont interdépendantes. Le diagramme se compose d'un ensemble de nœuds et d'arcs. Les nœuds représentent les variables et les arcs les connexions, ou liens de causalités, entre les variables.
Un lien causal peut être positif ou négatif :
- un lien causal positif signifie que les deux nœuds vont évoluer dans le même sens, c'est-à-dire si le nœud dans lequel le lien s'enracine diminue, l'autre nœud diminue également. De même, si le nœud dans lequel le lien s'enracine augmente, l'autre nœud augmente aussi ;
- un lien causal négatif signifie que les deux nœuds évoluent dans des directions opposées, c'est-à-dire si le nœud dans lequel le lien s'enracine augmente, l'autre nœud diminue et vice-versa.

Les cycles fermés dans le diagramme sont des éléments très importants des DBC. Un cycle fermé forme une boucle de rétroaction, qui peut être une boucle de renforcement (rétroaction positive) ou d'équilibrage (rétroaction négative) :
- une boucle de rétroaction positive est un cycle dans lequel l'effet d'une variation de n'importe quelle variable se propage à travers le cycle et renforce la variation initiale ;
- une boucle de rétroaction négative est un cycle dans lequel l'effet d'une variation de n'importe quelle variable se propage à travers le cycle et inhibe la variation initiale.